# Tigran Gevorg Martirosyan
Tigran Gevorg Martirosyan (in armeno Տիգրան Գ. Մարտիրոսյան?; Gyumri, 9 giugno 1988) è un sollevatore armeno.

## Biografia
Nel 2008 a Pechino aveva conquistato una medaglia di bronzo olimpica, revocatagli ufficialmente nel 2016, poiché risultato positivo a un controllo antidoping effettuato nel 2016 su un campione biologico prelevato durante le competizioni olimpiche. Le rianalisi, effettuate ad anni di distanza, infatti, hanno rilevato come Tigran Gevorg Martirosyan avesse assunto sostanze proibite dal regolamento come lo stanozolol e il turinabol. A seguito della squalifica, la classifica è stata rivista e la medaglia di bronzo è stato attribuita al cubano Yordanis Borrero.

## Palmarès
Mondiali
- 2 medaglie:
  - 1 oro (Antalya 2010 nei -77 kg)
  - 1 argento (Goyang 2009 nei -77 kg)

Europei
- 5 medaglie:
  - 3 ori (Lignano Sabbiadoro 2008 nei -69 kg; Minsk 2010 nei -77 kg; Tbilisi 2015 nei -77 kg)
  - 2 argenti (Strasburgo 2007 nei -69 kg; Førde 2016 nei -77 kg)